# 穆爾斯敦-萊諾拉
穆爾斯敦-萊諾拉（英語：Moorestown-Lenola）是位於美國新澤西州伯靈頓縣的普查規定居民點。

## 人口
根據2020年美國人口普查的數據，穆爾斯敦-萊諾拉的面積為18.42平方千米，當中陸地面積為18.20平方千米，而水域面積為0.22平方千米。當地共有人口14240人，而人口密度為每平方千米773.07人。